# Розгортання програмного забезпечення
Розгортання програмного забезпечення (Розгортання ПЗ, англ. Software deployment) — це усі дії, що роблять програмну систему готовою до використання. Даний процес є частиною життєвого циклу програмного забезпечення.
Загалом процес розгортання складається з кількох взаємопов'язаних дій із можливими переходами між ними. Ця активність може відбуватися як з боку виробника, так і з боку споживача. Оскільки кожна програмна система є унікальною, то усі процеси та процедури під час розгортання важко передбачити. Тому, «розгортання» можна трактувати як загальний процес відповідно до певних вимог та характеристик. Розгортання може здійснюватися програмістом і в процесі розробки програмного забезпечення.
У нас інколи англомовний термін software deployment перекладають як «впровадження», оскільки згідно з давніми, радянськими стандартами, орієнтованими на планову економіку, впровадження мало бути кінцевим етапом будь-якого виробництва, що породило деякі неоднозначності у літературі. У вітчизняній літератури ці терміни часто вживаються або як взаємозамінні синоніми, або як окремі назви етапів. Ці два терміни дещо відрізняються за своєю суттю. Впровадження — вужчий термін. Тому часто фірми, пов'язані з розробкою та встановленням програмного забезпеченням, вказують, що вони здійснюють впровадження і розгортання програмного забезпечення.

## Діяльності при розгортанні
До діяльностей, пов'язаних із розгортанням програмного забезпечення, відносять:
- Випуск
- Встановлення та активація
- Деактивація
- Адаптація
- Оновлення
- Вмонтування
- Відстежування версій
- Видалення
- Вилучення з обігу